# 彼得·威廉·波塔
彼得·威廉·波塔（南非語： [ˈpitər ˈvələm ˈbʊəta]，1916年1月12日—2006年10月31日），是南非政治家，外号“大鳄鱼”（Die Groot Krokodil）。波塔曾於1978年至1984年間任南非總理、1984年至1989年間任南非國家總統，執政共11年。他是南非种族隔离制度的坚定维护者。

## 總理
1948年，波塔作为國民黨的成员首次被选入议会。1966年，当时的南非总理巴尔萨泽·约翰内斯·沃斯特任命他为国防部长。1978年沃斯特退职后，南非议会将波塔选为其继承人。
波塔普遍被看作是一个保守的政治家，但比起他的前任来他更务实。他大胆推进宪法改革，并希望将在南非建立一个联邦制度的国家。在他的计划中，这个国家的最高权力在于一个由南非白人统治的中央政府，而地方上则有自主的“黑人家园”（Black homeland）地区作为联邦的组成部分。
在任国防部长时，波塔积极努力提高南非的军事力量。担任总理期间，他试图改善与西方（尤其是美国）的关系，但成就不太大。他强调南非的种族歧视制度的确不得人心，但是为了抵抗已经在安哥拉及莫桑比克站脚的非洲共产主义入侵南非，这个措施是“不可避免的”。
1980年10月，波塔曾訪問在臺灣的中華民國。獲蔣經國總統代表中華民國政府頒贈一等特種大綬卿雲勳章。
1980年代，波塔与以色列合作，建立南非的秘密核武器计划。他堅持應南非繼續維持對西南非洲（今纳米比亚）的管治，並在西南非洲负责建立了特种部队——奎威特。直到1990年代初，南非一直在安哥拉内战中支持争取安哥拉彻底独立全国同盟（安盟）反叛军。为了保障军事力量，南非从1981年开始引入了一套非常严格的义务兵制度，所有白人由成年至55岁前的每一年均须進行不同程度的服役。

## 國家總統
1983年波塔提议了一个新的宪法让白人投票。这个新的宪法虽然没有建立一个联邦制度，但是它建立了两个新的议会，除原有的白人议会外再建立一个有色人种的议会和一个印度人的议会。虽然这三个议会的立法权利相同，但是每个议会通过的法律仅限用于组成该议会的人群，而三個議會的代表共同選舉國家總統（由於白人佔多數，因此波塔肯定當選）。这个新宪法还改变了政府组织，总理被取消，国家总统的执行权被扩大。国家总统和内阁仅负责国家工作，如國防、外交和种族关系。虽然黑人批评这个新的宪法没有交给黑人任何政府角色，但是许多外国评论家赞扬它为一系列改革的“第一步”。1984年波塔被选为新通过宪法后的首位国家总统。
新宪法的总统制巩固了波塔本人的权力。此前他就通过议会通过了一系列法律限制言论自由，打击对政府决定的批评。
波塔的獨裁專斷作风使得他在某些西方国家中非常不受欢迎，许多人称他为残酷的、种族主义的独裁者。许多西方国家（包括美国、英国及英联邦）讨论过通过对南非进行经济制裁来削弱其白人政权。1980年代末，随着外国投资者在南非投资减少，南非的经济出现了巨大损失。

## 種族隔離政策
在一定程度上，波塔的种族隔离政策比他的前任的要宽松：过去被禁止的种族间的婚姻被合法化，禁止建立跨种族党派的宪法规定被取消。此外他还放宽了禁止非白人在一定地区居住的法令。1983年的宪法为有色人种和印度人带来了有限的政治权利。但是在向黑人提交政治权利和结束白人统治的中心问题上，波塔毫不让步。面对不断加强的不服从和动乱，他进行更强烈的国家镇压，比如利用紧急状态和受到国家支持的对反种族隔离人士的袭击行动。他坚决不肯与非洲人国民大会谈判。
1985年的一次演講非常典型地反映他的立場：本来大家都以为波塔将在这个演讲中宣布新的改革。相反地，他拒绝对黑人多数人群做出任何让步，拒绝释放纳尔逊·曼德拉。他在这个演讲中对国际舆论的反抗导致了南非进一步的對外隔离。对南非进行经济制裁的呼吁成为现实，南非货币兰特贬值迅速。同年，波塔宣布南非进入紧急状态。

## 下台
波塔的不妥协政策导致他所属的国民党出现分裂，党内更因此而长期不和。1989年2月，传出波塔中风的消息。在内阁成员与外国（尤其是美国及英国）的压力下，波塔宣布辞职。1989年底，属温和派的弗雷德里克·威廉·戴克拉克接任成为国家总统。1990年，戴克拉克宣布不再禁止包括非洲人国民大会、南非共产党在内的反种族隔离组织，又释放被囚27年的曼德拉，并与非国大就结束种族隔离进行谈判。在戴克拉克统治期间，种族隔离制度逐渐废除。1994年4月27日，南非舉行首次不分种族的大选。

## 退休與逝世
波塔回到他在西开普省的家乡，大多数时间里不被媒体注意。他始终反对戴克拉克的改革，拒绝在曼德拉政府的真相与和解委员会上作证，来揭发种族隔离时期的罪行。1998年8月他被捕并被判刑，原因是他拒绝证明他到1989年为止所领导的国家安全委员会犯的人权罪行和其它暴力罪行。不过该案最后并未宣判。
他与他政府中的外长皮克·波塔并非亲戚。
他於1989年中風，自此左邊部分身體癱瘓。2006年10月31日，波塔因心脏病於西開普省韋爾德尼斯的家中去世，終年90岁。
波塔去世后，前总统曼德拉对此表示：“尽管波塔先生仍将象征着种族隔离，但我们还记得他一步一步地铺平了道路，让我们的国家走向最终的和平谈判”。总统塔博·姆贝基宣布下半旗，以纪念这一位前国家元首。11月8日，波塔的家庭在乔治镇举行一个私人的葬礼。尽管姆贝基在种族隔离时期失去了一个哥哥、一个儿子以及一个表弟，但他也参加了波塔的葬礼。

## 個人生活
波塔在1943年與安娜·伊莉莎白·羅素結婚，生了三個女兒及兩個兒子。羅素於1997年逝世後，他在1998年6月22日與芭芭拉·羅伯遜結婚。

## 榮譽

### 外国勋章奖章
- 特种大绶卿云勋章（中华民国，1980年10月15日于台北台北賓館颁授[2]）

## 外部連結
- Botha's last interview before he died （页面存档备份，存于）
- The Mandela Document, dated prior to Mandela's release
- "Fighter and Reformer: Extracts from the Speeches of P. W. Botha", Compiled by J.J.J. Scholtz, Published: Bureau for Information, Pretoria, 1989
- The life and times of PW Botha （页面存档备份，存于） – IOL
- PW, Tambo 'partners in peace' – News24
- 'He was my bread and botha' (By artists) – Mail&Guardian
- Zuma on PW: 'He saw the need for change' – Mail&Guardian
- Thabo Mbeki on PW – Moneyweb

| 官衔                              | 官衔                        | 官衔                            |
| --------------------------------- | --------------------------- | ------------------------------- |
| 前任： 雅各布斯·約翰內斯·福歇     | 南非國防部長 1966年－1980年 | 繼任： 馬格努斯·馬蘭            |
| 前任者： 巴爾薩澤·約翰內斯·沃斯特 | 南非總理 1978年－1984年     | 職務廢除                        |
| 前任： 馬雷·維爾容                | 南非國家總統 1984年－1989年 | 繼任： 弗雷德里克·威廉·戴克拉克 |